# Давид IX
Давид IX (груз. დავით IX); (? — 1360) — цар Грузії з династії Багратіоні.

## Життєпис
За царювання Давида IX країною поширилась «Чорна смерть» (1348), в результаті якої загинули тисячі людей. У той час Грузія пережила кілька набігів азербайджанських монголів (Чобаніди). В країні настала економічна криза.
Давид IX помер у Гегуті. Був похований у Гелаті.

## Дружина
Був одружений з Сіндухтар, дочкою атабага Кваркваре I Джакелі. Від того шлюбу народилось троє дітей:
- Баграт V Великий, цар Грузії (1360–1393).
- Гулкан-хатун (Євдокія) (? — 2.05.1395), царівна. Була у шлюбі з імператором Трапезунду Мануїлом III Комніном (1390–1412).
- Гулшар, царівна. Була у шлюбі з Іоанном Квеніпневелі, ксанським еріставом.